# یاقوتی دم‌زرین
یاقوتی دم‌زرین (نام علمی: Chrysuronia oenone) یک گونه مرغ مگس از تیرهٔ مگس‌مرغان (Trochilidae) است که در بولیوی، برزیل، کلمبیا، اکوادور، پرو و ونزوئلا یافت می‌شود.

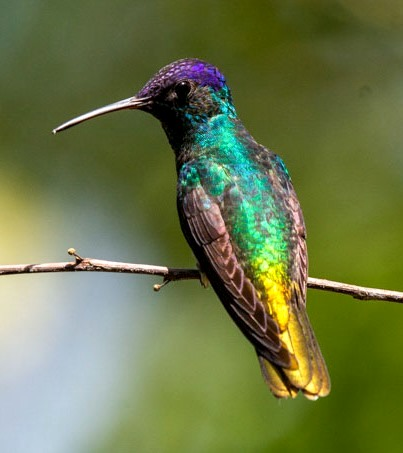
در پارک ملی مانو - پرو